# Ipper Pál
Ipper Pál (Budapest, 1927. július 9. – Budapest, 1990. január 16.) Rózsa Ferenc-díjas magyar újságíró.

## Életpályája
Ipper Ödön (1895–1970) magántisztviselő és Schvarcz Etelka fia. A budapesti Berzsenyi Gimnáziumban tanult. 1941-ben félbeszakította tanulmányait és műszerészinas lett a Fogorvosi Műszergyárban. 1945-ben belépett a Magyar Kommunista Pártba. Az elektromos villanymotorokat, berendezéseket készítő Szalay István Rt.-nél dolgozott, majd a Magyar Demokratikus Ifjúsági Szövetség (MADISZ) V. ker. függetlenített titkára volt. 1947-től az ÁVO, majd 1948-tól az ÁVH nyomozó századosa, 1951-től alosztályvezető-helyettese volt. Az egyházi elhárítás vonalán dolgozott, papokat szervezett be. 1953 szeptemberében bocsátották el a BM IV. Osztály állományából.
1953–1958 között esti, ill. levelező tagozaton az Eötvös Loránd Tudományegyetem (ELTE) Bölcsészettudományi Kara (BTK) magyar-történelem szakát, 1959–60-ban a debreceni Kossuth Lajos Tudományegyetem (KLTE) BTK angol szakát végezte.
1953-tól a Magyar Rádió munkatársa volt. Dolgozott a műsorszerkesztőségben, az irodalmi osztályon, az idegen nyelvű szerkesztőségben, végül a politikai adások főszerkesztőségében. Az 1956-os forradalom kitörésekor, október 23-án a Magyar Rádióban volt. 1956 végétől a vidéki stúdiók felelőse, 1959–63-ban a rádió hírszerkesztőségének turnusvezetője. 1963–1969 között a Magyar Televízió New York-i tudósítója volt. 1969-től részt vett az első televíziós Fórumokon. 1970-től a Matúz Józsefné főszerkesztő által vezetett TV-Híradó első műsorvezetője és kommentátora volt. 1971-ben indította el a nagy sikerű 168 óra című rádiós műsorát, amelynek első műsorvezetője és főszerkesztője. 1974-től a TV-Híradó főmunkatársa, külpolitikai kommentátora; számos jelentős világeseményről adott helyszíni tudósítást.
1984–1988 között Magyarország ausztráliai nagykövete volt. 1989-ben szerepelt néhányszor az induló TV2 műsoraiban, de hamar abbahagyta. Ez összefüggésben lehetett azzal is, hogy a Kapu című újság lehozta az ÁVH tagok listáját, közte az ő nevét is. 1989-ben nyugdíjba vonult.

## Érdekesség
Közismert volt állandó pipázásáról, amit gyakran műsoraiban is megtett. Pipás Ippernek is hívta a pesti köznyelv, gyakori célszemélye volt paródiáknak.
1981-ben a Magyar Televízió Híradójánál ő fogadta – régi ismerősként – a CBS legendás híradós műsorvezetőjét Walter Cronkite-ot.

## Díjai, elismerései
- Rózsa Ferenc-díj (1969)
- SZOT-díj (1980)
- Munka Érdemrend arany fokozata (1983)[7]

## Filmográfia
Forrás: Magyar Televízió
- Amerikai útijegyzetek – (1966) rend-op.:Eck Imre
- 900 km a levegőben – (1966) rend.: Eck Imre, op.: Eck Imre, Gerő György
- Tizenhatezer kilométer – (1972) rend.: Horváth Ádám, op.: Nagy József
- A guruló Amerika – (1974) szerk.: Vecsernyés János, rend.: Horváth Ádám, op.: Nagy József
- A földszintes Amerika – (1974) szerk.: Vecsernyés János, rend.: Horváth Ádám, op.: Nagy József
- Szojuz-Apollo program – (1975) rend.: Ifj Kollányi Ágoston, op.: Molnár Miklós
- Ólombetűs vallomások, A túlpartról jelentem – (1979) rend.: Radványi Dezső, op.: Butskó György
- Világnézetünk alapjai – sorozat
- Szemtől szembe – sorozat
- Fórum műsorok
- Kádár János Moszkvában – (1977) op.: Butskó György
- ENSZ Leszerelési Konferencia – (1978) op.: Butskó György
- Belgrádi értekezlet – (1977-1978) op.: Török Vidor
- Gromiko – Vance tárgyalások – (1978) op.: Jávorszky László
- Angol választás, Margaret Thatcher győzelme – (1979)
- SALT–1 tárgyalások
- Ciprusi harcok
- EGK és NATO csúcs Londonban – op.: Erős Péter
- EU Haderőcsökkentési konferencia Bécsben – op.: Kiss Péter
- Tito temetése – (1980)
- Schmidt-Brezsnyev tárgyalások – (1980)
- Madridi konferencia – (1980) op.: Edelényi Gábor
- LEMP Kongresszus – (1981)
- Brezsnyev temetése – (1982)
- NATO csúcs Bonnban – (1982) op.: Edelényi Gábor
- Stockholmi konferencia – (1984)
- Andropov temetése – (1984)

## Művei
- A túlsó partról jelentem (riportok, Budapest, 1970)
- Újvilági utazások (Budapest, 1973)
- Az amerikai propaganda módszereiről; TK, Budapest, 1971 (Tanulmányok MRT Tömegkommunikációs Kutatóközpont)
- Csak 18 éven aluliaknak (Beszélgetések politikáról, Budapest, 1979)

## Róla írt cikkek, riportok
- A véleménymondás „trükkjei”. Beszélgetés (riporter Nádor Tamás, RTV Szemle, 1979. 1. sz.)
- Ipper Pál-Matúz Józsefné-Elek János: Mindennapi szignálunk. Beszélgetés … a TV-Híradóról (riporter Szilágyi János, Filmvilág, 1983. 4. sz.)
- Meghalt I. P. (Magyar Nemzet, 1990. jan. 17.)